# غوص تقني
الغوص التقني هو نوع من أنواع الغوص الذي يتعدى الغوص الترفيهي أو الرياضي وذلك من حيث معدات الغوص ومن الزمن المستغرق تحت سطح الماء. يتطلب الغوص التقني تدريباً خاصاً إذ أنه هنالك مخاطر ناجمة عن هذه العملية قد تؤدي إلى المرض أو حتى الوفاة. هناك معدات خاصة ينبغي للغواص في الغوص التقني أن يستخدمها من بينها استخدام غازات للتنفس غير الهواء أو النيتروكس القياسي.
ابتدع لفظ الغوص التقني من قبل مايكل ميندونو Michael Menduno والذي كان محرراً لدورية aquaCorps Journal سابقاً.

## التعريف
لا يزال التعريف الدقيق للغوص التقني متفاوتاً من هيئة لأخرى إذ أن الغوص التقني كان يتم في السابق لعقود دون تحديد له.
- يعرّف الغوص التقني حسب اتحاد مدربي الغوص المحترفين (PADI) بأنه الغوص المختلف عن الغوص التجاري الاحترافي أو الترفيهي. يتضمن النشاط المندرج تحت الغوص الترفيهي واحداً من الأمور التالية: الغوص لأعماق تفوق 40 متر/ 130 قدم، يتطلب وقفات لتخفيف الضغط، الغوص في وسط يفوق 130 قدم وذلك ببعد خطي تحت سطح الماء، عمليات تخفيف ضغط متسارعة أو استعمال مزائج غازات تنفس مختلفة بغطسة واحدة.[3]
- يعرّف الغوص التقني حسب إدارة المحيطات والغلاف الجوي الوطنية (National Oceanic and Atmospheric Administration:NOAA) بأنه كل أنواع الغوص التي تتعدى حدود الغوص الرياضي الترفيهي من حيث العمق ومن حيث مدة الغوص. يتطلب الغوص التقني استعمال مزائج غازات خاصة للتنفس من غير الهواء. إن نوع الغاز المستخدم يحدد حسب العمق الأعظمي للغوص أو الزمن الذي سيستغرقه الغواص تحت الماء. إن العمق الأعظمي الذي ينصح به للغوص الترفيهي هو 130 قدم (أي حوالي 40 متر)، في حين أن الغوص التقني قد يصل إلى أعماق تتراوح بين 170 إلى 350 قدم. يتطلب الغوص التقني وقفات لتخفيف الضغط عند الصعود إلى سطح البحر، ويرافق ذلك تغيير نوع غاز التنفس المستعمل.[4]